# Liste der Naturdenkmale in Klingenberg (Sachsen)
Die Liste der Naturdenkmale in Klingenberg (Sachsen) nennt die Naturdenkmale in Klingenberg im sächsischen Landkreis Sächsische Schweiz-Osterzgebirge.

## Definition
„Naturdenkmäler sind rechtsverbindlich festgesetzte Einzelschöpfungen der Natur oder entsprechende Flächen bis zu fünf Hektar, deren besonderer Schutz erforderlich ist
1. aus wissenschaftlichen, naturgeschichtlichen oder landeskundlichen Gründen oder
2. wegen ihrer Seltenheit, Eigenart oder Schönheit.“

„§ 18 – Naturdenkmäler – (zu § 28 BNatSchG)
(1) Die Erklärung nach § 22 Abs. 1 BNatSchG von Teilen von Natur und Landschaft als Naturdenkmal erfolgt durch Rechtsverordnung oder Einzelanordnung.
(2) Über § 28 Abs. 1 BNatSchG hinaus können Naturdenkmäler zur Sicherung von Lebensgemeinschaften oder Lebensstätten von im Bestand gefährdeten oder streng geschützten Arten festgesetzt werden.“

## Liste
Link zu einem Kartenansichtstool, um Koordinaten zu setzen.
| Bild | Bezeichnung                                                     | Lage                                               | Beschreibung | Datum   | Nummer  |
| ---- | --------------------------------------------------------------- | -------------------------------------------------- | ------------ | ------- | ------- |
| BW   | Drei Stieleichen am Pfarrgarten in Höckendorf                   | Höckendorf (50° 55′ 34,8″ N, 13° 35′ 17,6″ O)      |              |         | wrk 018 |
| BW   | Sommerlinde im Flurstück Nr. 66a in Klingenberg                 | Klingenberg (50° 55′ 9,9″ N, 13° 31′ 58,7″ O)      |              | 5       | wrk 052 |
| BW   | Fichte am Uferrand der Wilden Weißeritz östlich von Klingenberg | Klingenberg (50° 55′ 0,9″ N, 13° 32′ 31,5″ O)      |              | 1, 4, 5 | wrk 081 |
| BW   | Traubeneiche am Heiligen Weg in Höckendorf                      | Höckendorf (50° 56′ 37,2″ N, 13° 34′ 59,8″ O)      |              | 5       | wrk 086 |
| BW   | Ahorngruppe am südlichen Ortsrand von Klingenberg               | Klingenberg (50° 55′ 1,7″ N, 13° 31′ 58,7″ O)      |              | 1, 3, 5 | wrk 111 |
| BW   | Biotop Eisenhut Hosenmühle                                      | Klingenberg (50° 55′ 18,7″ N, 13° 32′ 43,4″ O)     | 0,026 ha     |         | WRK 034 |
| BW   | Uhuschutzgebiet, Fläche 1                                       | Röthenbach (50° 52′ 17,3″ N, 13° 34′ 16,7″ O)      |              |         | WRK 045 |
| BW   | Uhuschutzgebiet, Fläche 2                                       | Röthenbach (50° 52′ 18,7″ N, 13° 34′ 27,8″ O)      |              |         | WRK 046 |
| BW   | Uhuschutzgebiet, Fläche 3                                       | Röthenbach (50° 52′ 16,6″ N, 13° 34′ 42,9″ O)      |              |         | WRK 047 |
| BW   | Schatthangwald Obercunnersdorf                                  | Obercunnersdorf (50° 55′ 15,6″ N, 13° 33′ 10,3″ O) | 4,36 ha      |         | WRK 090 |
| BW   | Wiese nahe der Röthenbacher Mühle                               | Röthenbach (50° 51′ 47,6″ N, 13° 35′ 12,8″ O)      |              |         | WRK 110 |

Im Nummernschema des Landkreises kennzeichnen
- Kleinbuchstaben = Baumnaturdenkmale
- Großbuchstaben = Flächennaturdenkmale